# Patxi Irurzun
Patxi Irurzun (Pamplona, 1969) és un escriptor navarrès. És autor dels llibres de contes Ajuste de cuentos, Cuentos de color gris, Cuentos sanfermineros, El cangrejo valiente i La polla más grande del mundo, les novel·les Cuestión de supervivencia/La virgen puta, Ciudad Retrete i Odio enamorado, i els llibres de viatges En el desierto de la soledad (Chiapas) i Atrapados en el paraíso, sobre el seu viatge a l'abocador de Payatas (Manila) i a Papua Nova Guinea. El seu diari Dios nunca reza (Editorial Alberdania, 2011) és una tendra i crua mirada, sense escuts i des del Jo, a la paternitat, la vida i l'escriptura. El seu blog és Ajuste de cuentos.